# 巴日尔市镇
巴日尔市镇（俄语：Бажирское муниципальное образование）是俄罗斯联邦伊尔库茨克州扎拉里区所属的一个市镇。其下辖有6个居民点，行政中心为巴日尔。据2016年统计，该市镇的人口为1251人。